# Requiem (альбом Bathory)
Requiem — музичний альбом гурту Bathory. Виданий 14 листопада 1994 року лейблом Black Mark Production. Загальна тривалість композицій становить 33:25. Альбом відносять до напрямку треш-метал.

## Список пісень
Автор музики і слів Quorthon. 
| #     | Назва                 | Тривалість |
| ----- | --------------------- | ---------- |
| 1.    | «Requiem»             | 5:00       |
| 2.    | «Crosstitution»       | 3:16       |
| 3.    | «Necroticus»          | 3:19       |
| 4.    | «War Machine»         | 3:18       |
| 5.    | «Blood and Soil»      | 3:34       |
| 6.    | «Pax Vobiscum»        | 4:13       |
| 7.    | «Suffocate»           | 3:36       |
| 8.    | «Distinguish to Kill» | 3:16       |
| 9.    | «Apocalypse»          | 3:49       |
| 33:21 |                       |            |